# El peregrino (novela de 1997)
El peregrino (The Seeker en inglés), es la segunda novela de la trilogía La tribu de Uno, escrita por Simon Hawke. Esta trilogía pertenece a la colección Sol Oscuro.

## Argumento
Sorak y Ryana parte de la ciudad de Try tras lo sucedido en ella (véase El desterrado). La Alianza del Velo les entrega un pergamino que, quemado en el lugar y a la hora adecuada les indica que viajen a la ciudad de Nibenay.
Sorak y Ryana se dirigen allí cruzando el desierto. Tras hacerlo llegan al oasis del Arroyo Plateado, donde se encuentran a un comerciante rico llamado lord Ankhor y un vizconde llamado Torian. Están escoltando a una princesa hija del rey-hechicero de Nibenay. La madre de esta la dejó al cargo de los comerciantes cuando decidió expulsarla de la ciudad por unirse a la Alianza del Velo, enemigos naturales de los reyes-hechiceros. Sorak decide partir pronto y al leer la mente de Torian descubre que este quiere casarse con la princesa, de nombre Korahna, con la esperanza de poder llegar a ser rey. La princesa les pide ir con ellos, pues prácticamente estaba encerrada con Torian y lord Ankhor, y Sorak acepta, pues Korahna les ayudaría enormemente a la hora de conectar con la Alianza del Velo de Nibenay.
Sorak y Ryana llegan a la conclusión de que El Nómada, un hombre que escribió un libro en el que se cuenta la situación del mundo de forma sincera y sin censura, es también el Sabio, que es el mago al que Sorak busca con la esperanza de que pueda averiguar de donde viene y quien es. Debido a que dicho mago se está transformando en un avangion (una especie de dragón supremo capaz de vencer a los reyes-hechiceros), los templarios no dejan de buscarle.
En el libro del nómada el personaje sigue una ruta atípica por las Planicies Pedregosas, un lugar peligroso. Sorak decide llegar a Nibenay a través de esas tierras porque piensa que allí está la clave. Ryana, Sorak y Korahna se dirigen a Nibelay por esa ruta y Torian se suicida al ser acorralado por ellos cuando les perseguía para recuperar a la princesa.
Mientras viajan por la Planicies Pedregosas Sorak, Ryana y Korahna encuentran una ciudad muy antigua donde un fantasma les entrega los Sellos del Conocimiento. El fantasma cuidó de ellos en vida y decidió permanecer en el mundo hasta poder entregárselos a alguien digno de guardarlos. El fantasma informa a Sorak de que el Sabio les a guiado allí para que él les diera los sellos y pudiera descansar en paz.
Los tres se dirigen a Nibenay con los sellos, los cuales tienen que entregar al Sabio, que es quien debe guardarlos a partir de ahora.Ya en Nibenay un ladrón elfo intenta engañar a Sorak y durante un combate el ladrón se da cuenta de que Sorak lleva a Galdra, la espada legendaria que posee el futuro rey de los elfos. El ladrón se disculpa y se marcha. Gracias a Korahna contactan con la Alianza del Velo, que les da otro pergamino como el que los guio hasta allí. Los templarios se dan cuenta de su presencia y hay un combate en la ciudad. Sorak y Ryanna escapan dejando a Korahna con la Alianza. Lo logran gracias a La Alianza y al ladrón que intentó robar a Sorak, que, convencido de que es el futuro rey de los elfos acude con unos arqueros elfos a ayudarle.
El pergamino indica a Sorak y Ryanna que deben partir hacia Bodach guiados por un druida conocido como El Silencioso, al cual encontrarán en una ciudad del camino.
En el epílogo de la historia aparece el Sabio, que al parecer necesita que Sorak le entregue los Sellos del Conocimiento para finalizar su transformación y salvar al mundo.